# Batbajaryn Arjun-Erdene
Batbajaryn Arjun-Erdene nebo Arjun-Erdene Batbajar (* 14. ledna 1983) je bývalý mongolský zápasník – sambista a judista.

## Sportovní kariéra
Pochází z ajmagu Bulgan z chalchské kočovné rodiny. Od dětství se věnoval tradičnímu mongolskému zápasu böch. V tradičním mongolském zápasu je několikanásobným mistrem svého regionu. Do mongolské samistické a judistické reprezentace byl vybrán v roce 2003. V sambu je mistrem světa z roku 2005 ve střední váze do 90 kg. V judu se v celosvětové konkurenci výrazně neprosadil. Na olympijské hry se nekvalifikoval. Sportovní kariéru ukončil v roce 2016. Věnuje se manažerské práci.

## Výsledky

### Judo
| Turnaj            | 2005         | 2006         | 2007         | 2008         | 2009         | 2010         | 2011         | 2012           | 2013           | 2014           | 2015           |
| Turnaj            | 22           | 23           | 24           | 25           | 26           | 27           | 28           | 29             | 30             | 31             | 32             |
| Turnaj            | střední váha | střední váha | střední váha | střední váha | střední váha | střední váha | střední váha | polotěžká váha | polotěžká váha | polotěžká váha | polotěžká váha |
| ----------------- | ------------ | ------------ | ------------ | ------------ | ------------ | ------------ | ------------ | -------------- | -------------- | -------------- | -------------- |
| Olympijské hry    |              |              |              | —            |              |              |              | —              |                |                |                |
| Mistrovství světa | úč.          |              | úč.          |              | úč.          | úč.          | —            |                | —              | —              | —              |
| Asijské hry       |              | 7.           |              |              |              | —            |              |                |                | —              |                |
| Mistrovství Asie  | 2.           |              | úč.          | 5.           | úč.          |              | —            | —              | —              |                | úč.            |
| Univerziáda       |              |              | úč.          |              | —            |              | —            |                |                |                |                |
| Akademické MS     |              | 5.           |              |              |              |              |              |                |                |                |                |

### Sambo
| Turnaj            | 2004 | 2005 | 2006 | 2007 | 2008 | 2009 | 2010 | 2011 | 2012 | 2013 | 2014 |
| Turnaj            | 21   | 22   | 23   | 24   | 25   | 26   | 27   | 28   | 29   | 30   | 31   |
| Turnaj            | -82  | -90  | -90  | -90  | -90  | -90  | -90  | -90  | -100 | -100 | -100 |
| ----------------- | ---- | ---- | ---- | ---- | ---- | ---- | ---- | ---- | ---- | ---- | ---- |
| Mistrovství světa | 3.   | 1.   | —    | —    | —    | 5.   | úč.  | 3.   | úč.  | 5.   | 2.   |